# Oberer Spaniöl

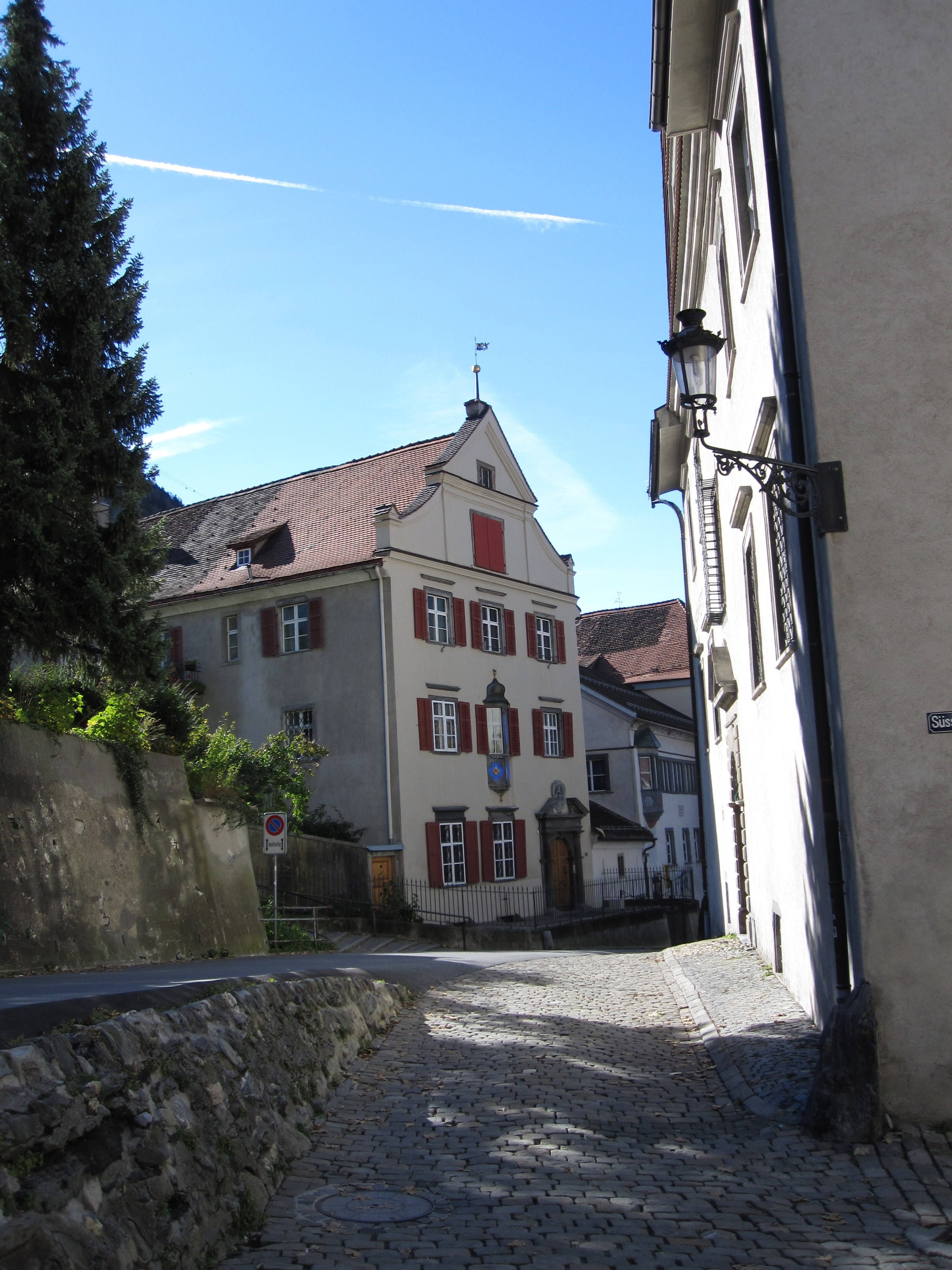
Freistehender Oberer Spaniöl

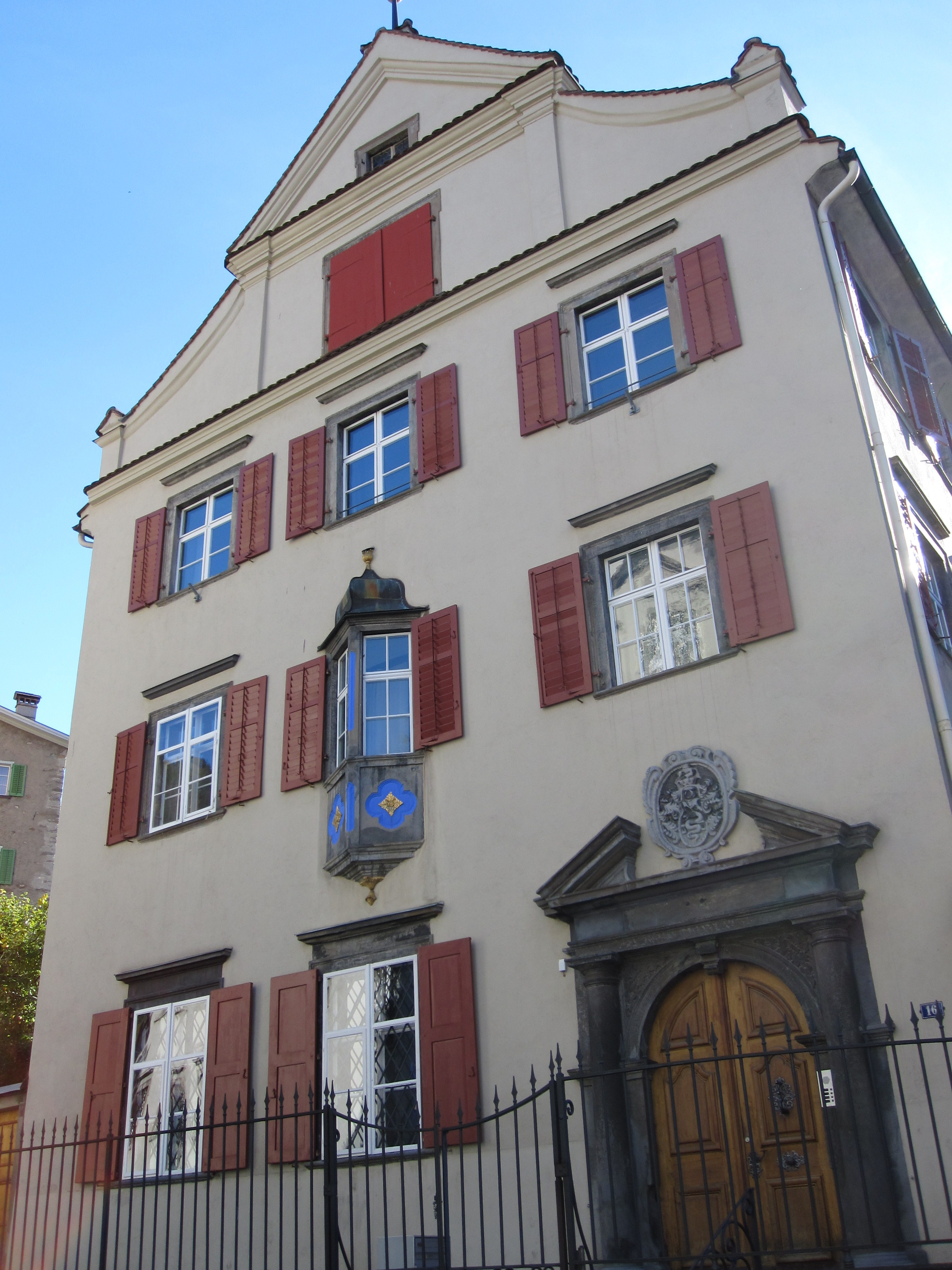
Frontseite des Oberen Spaniöl

Der Obere Spaniöl (unterschieden vom Unteren Spaniöl durch seine erhöhte Lage über dem Kern der Altstadt) ist ein bürgerliches Herrschaftshaus in der Bündner Kantonshauptstadt Chur zwischen der Martinskirche und dem Hof.

## Bedeutung
Das denkmalgeschützte Gebäude ist das älteste freistehende Haus der Churer Altstadt, die ansonsten nur grossteils standardisierte Reihenhäuser kannte, und somit Ausweis des erwachenden Selbstbewusstseins des Bürgertums in der Frühen Neuzeit. Der Obere Spaniöl bildet den Endpunkt einer Entwicklung, die sich in Chur daneben am Roten Haus studieren lässt.

## Geschichte
Der Bau wurde 1645 durch den Hauptmann Carl von Salis-Grüsch errichtet, der Architekt ist nicht bekannt. Die Nordfassade des Baus ist durch einen geschweiften Giebel gedeckt. Aus dem ersten Stockwerk ragt ein kleiner zweiseitiger Erker heraus. Die Wohnräume sind nach Süden gegen den Garten ausgerichtet. Oberhalb des Portals war ein Allianzwappen Salis und Gugelberg von Moos angebracht, jetzt das Wappen der Abis, eines seit 1609 dokumentierten und jetzt ausgestorbenen Churer Adelsgeschlechts.

## Ausstattung
Das Innere zeichnet sich durch gewölbte Korridore aus, die der südlichen Hofseite entlanglaufen.  Im ersten Stock finden sich Täferzimmer, eines davon mit Kassettendecke aus dem Jahr 1645 mit einem Turmofen von 1750 aus der Werkstatt Meyer von Steckborn.

## Denkmalschutz
Der Obere Spaniöl wird geführt in der Liste der Kulturgüter von nationaler Bedeutung im Kanton Graubünden. Gegenüber zieht sich hangwärts der ebenfalls denkmalgeschützte Gebäudekomplex des Marsöl.